# Ингулец (Херсонская область)
Ингулец (укр. Інгулець) — село в Дарьевской сельской общине Херсонского района Херсонской области Украины.
Почтовый индекс — 75031. Телефонный код — 5547. Код КОАТУУ — 6520382001.
Расположен на левом берегу реки Ингулец, в 48 км к северо-западу от Белозёрки и в 30 км от железнодорожной станции Херсон.

## Население
Население по переписи 2001 года составляло 2047 человек.

### Языковой состав
Родной язык населения по данным переписи 2001 года:
| Язык       | Численность, чел. | Доля     |
| ---------- | ----------------- | -------- |
| Украинский | 1 803             | 88,08 %  |
| Русский    | 211               | 10,31 %  |
| Другое     | 33                | 1,61 %   |
| Итого      | 2 047             | 100,00 % |

## История
Хутор Ингулец основан в 1880 г.
На территории с. Ингульца размещена центральная усадьба совхоза им. 60-летия Советской Украины, за которым закреплено 4890 га сельскохозяйственных угодий. Хозяйство мясо-молочного направления, также производят зерно, овощи, выращивают технические культуры.
Есть средняя школа, дом культуры с залом на 250 мест, библиотека с книжным фондом 12 000 экземпляров, фельдшерско-акушерский пункт, детский сад на 150 мест, столовая, отделение связи, торговый центр.
На территории Ингульца обнаружено погребение кочевника XII—XIII вв.